# Da 077: Intrigo a Lisbona
Da 077: Intrigo a Lisbona è un film del 1965 diretto da Federico Aicardi e Tulio Demicheli.
È uno dei numerosi film di fantaspionaggio girati a basso costo alla metà degli anni sessanta sulla scia del successo della serie cinematografica di James Bond. L'agente 077 di questo film non ha nulla a che fare con quello interpretato da Ken Clark nei film Agente 077 missione Bloody Mary e Agente 077 dall'Oriente con furore, diretti da Sergio Grieco in quello stesso anno.

## Trama
Il professor Von Kessler di Lisbona ha scoperto la formula per neutralizzare la nube radioattiva che sta per essere lanciata da potenze orientali. George Farrell, l'agente 077 dell'Intelligence Service, viene quindi inviato a Lisbona insieme alla collega Terry Brown per prendere possesso della formula. Ma anche un'altra organizzazione è interessata ad essa e riesce a farsi dare dal professore metà della formula scritto in codice.
Scoperto che per decifrare il codice è necessario trovare la chiave di lettura nascosta nella campana di un monastero abbandonato, l'agente 077 si mette alla ricerca di esso tallonato dagli agenti dell'organizzazione nemica.